# Lindburgs Fall
Lindburgs Fall ist eine deutsche Fernseh-Krimi-Komödie von Franziska Meyer Price aus dem Jahr 2011 mit Fritz Wepper in der Hauptrolle.

## Handlung
Peter Lindburg ist Schauspieler und seit Jahrzehnten als „Kommissar Kämpfer“ in der Krimiserie „Blaulicht“ seinen Fans ein Begriff. Doch diese Fangemeinde schrumpft und so erreicht die Serie nach 280 Folgen dem Fernsehsender nicht mehr genug Quote, sodass die Serie abgesetzt wird. Lindburg ist darüber verärgert und zieht sich in seine Heimatstadt in Thüringen zurück. Er will erst einmal die Ruhe dort genießen und vielleicht ein eigenes Drehbuch schreiben, das ihm dann zu einem Comeback verhelfen könnte. So macht er sich auf den Weg in das Städtchen Lindburg, nach dem er seinen Künstlernamen gewählt hatte, mietet sich im Hotel „Zur Traube“ ein und beginnt mit der Arbeit. Zum Abend macht er einen Spaziergang und wird überfallen. Als er wieder erwacht ist, beobachtet er vom Park aus, wie in einem Mietshaus augenscheinlich ein Mann mit einer Frau streitet und sie dann erschlägt. Umgehend meldet er den Vorfall bei der Polizei, doch die nimmt ihn zunächst nicht ernst. Kommissarin Biehl nimmt sich dann doch seiner an und besichtigt mit ihm den vermeintlichen Tatort. Lindberg irrt sich allerdings bei der Zuordnung des Fensters, hinter dem er den Mord beobachtet haben will, und kann die Kommissarin deshalb nicht überzeugen. Die Wohnung über der gerade kontrollierten gehört allerdings dem Staatsanwalt Dr. Eugen Wangenheim, gegen den jede Verdächtigung ausgeschlossen erscheint. Für die Kommissarin hat sich das Ganze damit erledigt, für den eingefleischten Fernsehermittler allerdings nicht. Er observiert Wangenheim und holt sogar seinen Fernsehassistenten Conny alias Mike Häusl dazu, um sich mit ihm abwechseln zu können, denn schließlich will er ja eigentlich an seinem Drehbuch schreiben.
Lindburgs Belagerung vor Wangenheims Wohnung macht den Staatsanwalt zunehmend nervös und dieser droht ihm. Doch das spornt Lindburg erst recht an und er kann in Erfahrung bringen, dass bis vor kurzem eine alte Frau Wangenheims Wohnung genau so belagert hatte, wie er es jetzt tut. Lindburg geht diesem Hinweis nach und findet heraus, dass es sich dabei um Hilde Zietkov handelt, die vor 30 Jahren die Hausangestellte bei den alten Wangenheims war und seit kurzem verschwunden ist. Da die Polizei Lindburgs Anschuldigungen gegen den Staatsanwalt keinen Glauben schenkt, ist er bei den Ermittlungen auf sich allein gestellt. Nachdem, was er bis jetzt zusammengetragen hat, dürfte Hilde Zietkov den Staatsanwalt erpresst haben, damit er ihr hilft, für ihren Sohn Oliver, der zurzeit eine Gefängnisstrafe verbüßt, einen Straferlass zu erwirken. Offensichtlich waren Wangenheims Eltern Geschwister und dies wusste Hilde Zietkov. Da Wangenheim kurz davor steht, einen Karrieresprung zu machen, konnte er sich so einen Skandal nicht leisten.
Durch Lindburgs Hartnäckigkeit gelingt es ihm, Wangenheim kurzzeitig aus der Reserve zu locken und so wird nun doch endlich auch die Polizei aufmerksam. Nachdem tatsächlich die Leiche von Hilde Zietkov auf dem Gelände des alten Herrenhauses der Wangenheims gefunden wird, soll der Staatsanwalt wegen Mordes festgenommen werden. Doch Lindburg wendet ein, dass Wangenheim die Leiche nur entsorgt haben dürfte, denn nach seinen Beobachtungen ist der Täter Rechtshänder, was auf Eugen Wangenheim nicht zutrifft. So legt Cäcilie Wangenheim ein Geständnis ab, da sie nicht dulden wollte, dass Eugens Karriere zerstört werden sollte.
Nachdem Lindburgs kriminalistischer Spürsinn nun positiv in den Medien vermarktet wird, soll er eine neue Fernsehserie erhalten, aber der Schauspieler lehnt ab. Er hat am Privatleben Gefallen gefunden, das all die Jahre viel zu kurz gekommenen war und nimmt Kontakt zu seiner ehemaligen Jugendliebe Sabine Arnhold auf, die noch immer hier in Lindburg wohnt. Mit einem riesengroßen Blumenstrauß klingelt er an ihrer Haustür und findet, dass es nie zu spät ist.

## Hintergrund
Lindburgs Fall wurde vom 17. Februar bis zum 18. März 2011 in Leipzig und Freyburg (Unstrut) gedreht. Filmschauplatz wurde unter anderem das Hotel Zur Traube in der Oberstraße 46. Die Produktion übernahm die Neue Deutsche Filmgesellschaft in Zusammenarbeit mit ARD Degeto und wurde im Ersten am 19. August 2011 ausgestrahlt.
Renate Blume, die aus DEFA-Produktionen wie Der geteilte Himmel, Ulzana oder auch Barfuß ins Bett bekannt ist, spielt hier 67-jährig die aufmerksame Nachbarin Frau Kampmann.

## Rezeption

### Einschaltquote
Die Erstausstrahlung von Lindburgs Fall am 19. August 2011 wurde in Deutschland von 4,66 Millionen Zuschauern gesehen und erreichte einen Marktanteil von 17,4 Prozent für das ZDF.

### Kritiken
Rainer Tittelbach von Tittelbach.tv meinte: „Zum Siebzigsten von Fritz Wepper (17. August 2011) hat ihm die ARD ein ‚Schmankerl‘ in komödiantischer Tonart auf den Leib geschrieben. ‚Lindburgs Fall‘ mit reichlichen Anspielungen auf die serielle Ermittlertätigkeit des Fernsehschauspielers gehört zu den besseren Versuchen, das Schmunzelkrimi-Genre à la Agatha Christie fürs deutsche Fernsehen wiederzubeleben.“ Tittelbach findet den Film eine „kurzweilige Mörderjagd mit überraschend viel Schwung […] und einer namhaften Besetzung bis in die kleinste Rolle. Das i-Tüpfelchen ist Barbara Schöneberger als Klatsch-und-Tratsch-Moderatorin, die sich auch als Reporterin in den Interview-Nahkampf stürzt.“
Eine „gelungene Krimi-Komödie“ nannte Jürgen Kirsch von Quotenmeter.de diesen Film. Es sei „eine runde Geschichte, die Spannung auf der einen Seite, aber auch lustige Momente auf der anderen Seite beinhaltet. Brillant ist dabei die Rolle von Peter Lindburg mit Fritz Wepper ausgefüllt. Der Schauspieler stellt einmal mehr Spielfreude unter Beweis und sorgt für eine Authentizität seiner Rolle, die trotz mancher Übertreibungen nie ins Lächerliche oder den Klamauk abdriftet.“ „Nicht ganz glücklich ist allerdings, dass dem Zuschauer schon nach einer Viertelstunde ein Mörder präsentiert wird, der von der Exekutive aber eben nicht dingfest gemacht wird.“
Tilmann P. Gangloff schrieb für Kino.de: „Schon die Eingangsidee ist großartig, und Fritz Wepper haucht ihr mit viel Selbstironie Leben ein.“ „Die Handlung [selbst] ist nicht gerade dynamisch erzählt, da hat Franziska Meyer-Price[…] schon ganz anderes Tempo vorgelegt. Aber der Film lebt ohnehin vom Spiel mit Lindburgs Vorgeschichte.“ „Der Fall dagegen ist dermaßen an den Haaren herbeigezogen, dass er anderswo höchst unglaubwürdig wirken würde.“